# Hyalosphaera ciliata
Hyalosphaera ciliata är en svampart som beskrevs av Rossman 1987. Hyalosphaera ciliata ingår i släktet Hyalosphaera, klassen Dothideomycetes, divisionen sporsäcksvampar och riket svampar.   Inga underarter finns listade i Catalogue of Life.